# Чемпионат Украины по мини-футболу
Чемпионат Украины по мини-футболу — мини-футбольное соревнование среди украинских клубов. Проводится с 1993 года. Наиболее успешной командой чемпионата является донецкий «Шахтёр» с пятью титулами.

## Участники сезона 2018/2019

### Экстра-лига
- Кардинал-Ровно (Ровно)
- Продэксим (Херсон)
- Титан-Заря (Покровское)
- Ураган (Ивано-Франковск)
- Энергия (Львов)
- Хит (Киев)
- Сокол (Хмельницкий)
- Эпицентр К-Авангард (Одесса)
- АРПИ (Запорожье)
- ІнБев/НПУ (Житомир-Киев)

### Первая лига
- «Виза-Вторма» Ивано-Франковск
- «Food Centre-СумДУ» Сумы
- «Шевченків край» Черкасская обл.
- «Эпицентр К Таирова» Одесса
- «Атлетик» Бровары
- «Авангард» Краматорск
- «Рятувальник» Ромны
- «Ураган-2» Ивано-Франковск
- «Дніпро-Черкаси» Черкассы
- «Кобра» Харьков

## Победители

### Чемпионаты УССР
| Год  | Чемпион                      | 2 место                      | 3 место                          |
| ---- | ---------------------------- | ---------------------------- | -------------------------------- |
| 1990 | «Механизатор» Днепропетровск | «Металлург» Светловодск      | «Факел» Львов                    |
| 1991 | «Механизатор» Днепропетровск | «ДХТИ» Днепропетровск        | «Агроуниверситет» Днепропетровск |
| 1992 | «Надежда» Запорожье          | «Механизатор» Днепропетровск | «Орбита» Запорожье               |

### Чемпионаты Украины
| Сезон   | Чемпион                      | 2 место                             | 3 место                             |
| ------- | ---------------------------- | ----------------------------------- | ----------------------------------- |
| 1993/94 | «Слид» Киев                  | «Надежда» Запорожье                 | «Нике» Днепропетровск               |
| 1994/95 | «Механизатор» Днепропетровск | «Горняк» Красногоровка              | «Надежда» Запорожье                 |
| 1995/96 | «Локомотив» Одесса           | «Механизатор» Днепропетровск        | ДСС Запорожье                       |
| 1996/97 | «Локомотив» Одесса           | «Интеркас» Киев                     | ДСС Запорожье                       |
| 1997/98 | «Локомотив» Одесса           | «Интеркас» Киев                     | «Виннер Форд–Университет» Запорожье |
| 1998/99 | «Интеркас» Киев              | «Виннер Форд–Университет» Запорожье | «Запорожкокс» Запорожье             |
| 1999/00 | «Интеркас» Киев              | «Запорожкокс» Запорожье             | ДСС Запорожье                       |
| 2000/01 | «Униспорт-Будстар» Киев      | «ИнтерКрАЗ» Киев                    | ДСС Запорожье                       |
| 2001/02 | «Шахтёр» Донецк              | «ИнтерКрАЗ» Киев                    | ДСС Запорожье                       |
| 2002/03 | «ИнтерКрАЗ» Киев             | «Шахтёр» Донецк                     | ДСС Запорожье                       |
| 2003/04 | «Шахтёр» Донецк              | ДСС Запорожье                       | «Енакиевец» Енакиево                |
| 2004/05 | «Шахтёр» Донецк              | «Интеркас» Киев                     | «Енакиевец» Енакиево                |
| 2005/06 | «Шахтёр» Донецк              | «Энергия» Львов                     | «Интеркас» Киев                     |
| 2006/07 | «Энергия» Львов              | «Интеркас» Киев                     | «Шахтёр» Донецк                     |
| 2007/08 | «Шахтёр» Донецк              | «Энергия» Львов                     | «Енакиевец» Енакиево                |
| 2008/09 | «Тайм» Львов                 | «Шахтёр» Донецк                     | «Енакиевец» Енакиево                |
| 2009/10 | «Тайм» Львов                 | «Шахтёр» Донецк                     | «Энергия» Львов                     |
| 2010/11 | «Ураган» Ивано-Франковск     | «Энергия-Тайм» Львов                | «Локомотив» Харьков                 |
| 2011/12 | «Энергия» Львов              | «Локомотив» Харьков                 | «Ураган» Ивано-Франковск            |
| 2012/13 | «Локомотив» Харьков          | «Ураган» Ивано-Франковск            | «Энергия» Львов                     |
| 2013/14 | «Локомотив» Харьков          | «Энергия» Львов                     | «Ураган» Ивано-Франковск            |
| 2014/15 | «Локомотив» Харьков          | «Спортлидер+» Хмельницкий           | «Энергия» Львов                     |
| 2015/16 | «Энергия» Львов              | «Локомотив» Харьков                 | «Продэксим» Херсон                  |
| 2016/17 | «Продэксим» Херсон           | «Энергия» Львов                     | «Локомотив» Харьков                 |
| 2017/18 | «Продэксим» Херсон           | «Энергия» Львов                     | Титан-Заря Покровское               |